# روني بلاك
روني بلاك (بالإنجليزية: Ronnie Black)‏ هو لاعب غولف أمريكي، ولد في 26 مايو 1958 في لوفينغتون في الولايات المتحدة.

## وصلات خارجية
- روني بلاك على موقع رابطة لاعبي الغولف المحترفين (الإنجليزية)
- روني بلاك على موقع التصنيف العالمي الرسمي للغولف (الإنجليزية)